# Rodrigo Areias
Rodrigo Areias (* 1978) ist ein portugiesischer Filmregisseur und Filmproduzent.

## Leben
Er besuchte die Escola Superior de Belas Artes der Universität Porto, bevor er in New York eine Regie-Spezialisierung absolvierte. Als Freizeitmusiker sind seine Bindungen zur Musik stark. So drehte er immer wieder Musikvideo-Clips für verschiedene Interpreten, darunter WrayGunn, Rita Redshoes und The Legendary Tigerman, der für seinen Film Tebas den Soundtrack stellte.
Areias’ Kurzfilm Corrente ("Strömung") gewann eine Reihe Preise in Portugal und Brasilien, darunter beim Kurzfilmfestival Curtas Vila do Conde sowohl den Publikumspreis als auch den Preis als Bester Film.
Sein eigenwilliger "portugiesische Western" Estrada de Palha ("Straße aus Stroh", 2012) wurde beim Filmfestival Caminhos do Cinema Português für den Besten Film nominiert. Der Film erhielt einige Aufmerksamkeit. So wurde er auf einer Tournee durch verschiedene Kultur-Einrichtungen Portugals vorgestellt, live begleitet von Rita Redshoes und The Legendary Tigerman, auch bei seiner Premiere beim Curtas-Vila-do-Conde-Filmfestival.
Sein Schaffen als Filmproduzent umfasst über 80 Produktionen, darunter viele Kurzfilme, aber auch internationale Produktionen wie Porto (2016).

## Filmografie (Auswahl)
- 2003: Tempo Suspenso/Explosão Introspectiva (Kurzfilm, auch Produzent und Drehbuch)
- 2007: D.Afonso Henriques (TV)
- 2007: Tebas (auch Produzent und Drehbuch)
- 2008: Corrente (Kurzfilm, auch Produzent und Drehbuch)
- 2012: Estrada de Palha (auch Produzent und Drehbuch)
- 2024: The Worst Man in London (O Pior Homem de Londres)